# آلان ديفيد (سياسي)
آلان ديفيد (بالفرنسية: Alain David) هو سياسي فرنسي، ولد في 2 يونيو 1949 في فرنسا. حزبياً، نشط في الحزب الاشتراكي. وقد انتخب رئيس بلدية سينون (2001 – ) وانتخب نائب فرنسي عن دائرة Gironde's 4th constituency ‏ وقد انضم خلال فترته النيابية ‏ (21 يونيو 2017 – )  للكتلة البرلمانية اليسار الاشتراكي، الراديكالي، المواطني والمتنوع ‏.